# Oskar Schindler

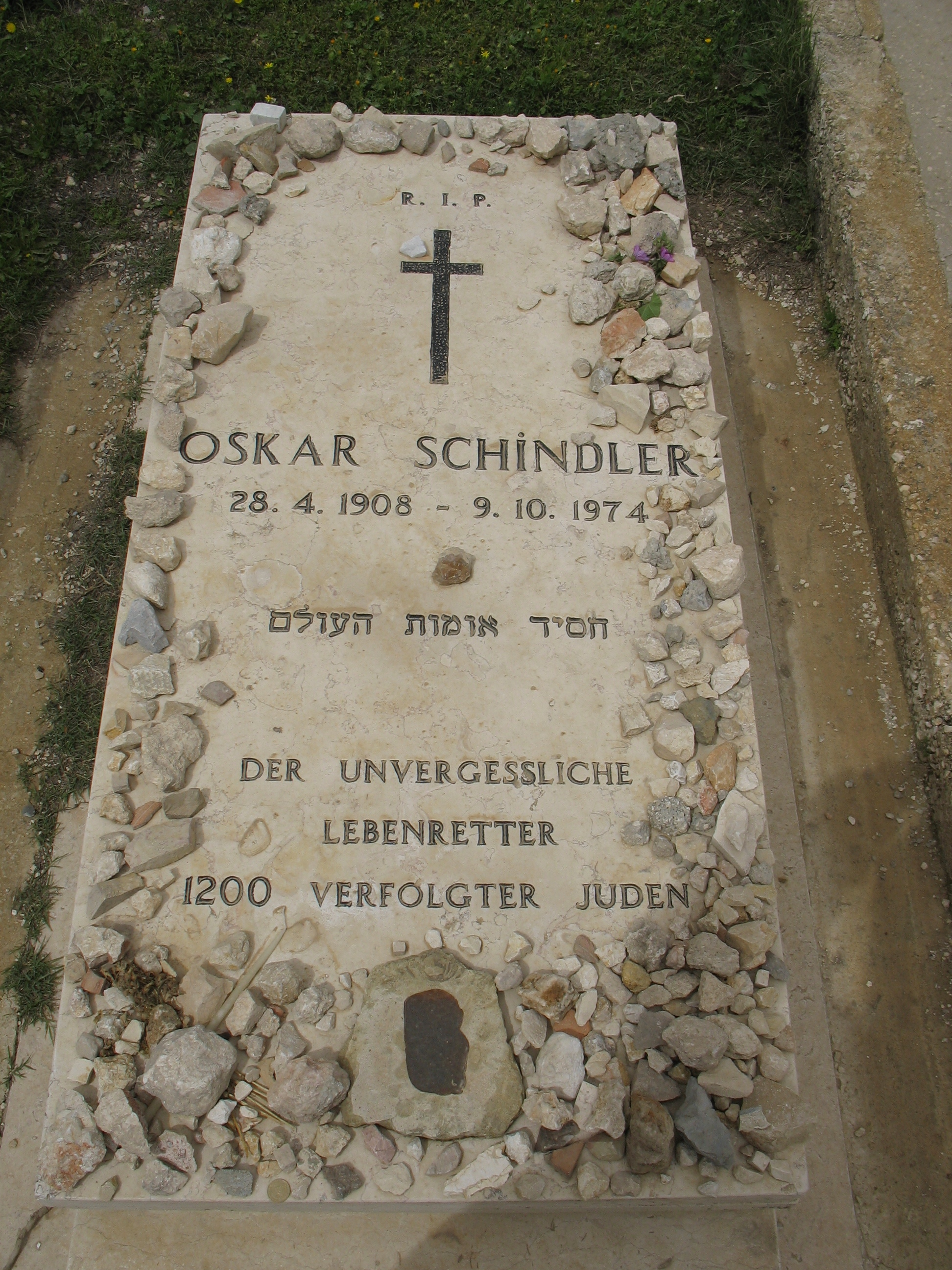
Mormântul său

Oskar Schindler (n. 28 aprilie 1908 în Zwittau (Svitavy), Moravia, Austro-Ungaria – d. 9 octombrie 1974 în Hildesheim, Germania) a fost un industriaș german,  spion și membru al partidului nazist care a salvat de la Holocaust circa 1100 de evrei, angajându-i în fabricile sale de email și muniții pe teritoriul Poloniei și Cehiei de azi.
Inițial a fost interesat în obținerea unui profit cât mai mare, dar de-a lungul războiului a început să cheltuiască sume din ce în ce mai mari pentru a-și salva muncitorii de la moarte, risipindu-și astfel într-un final toată averea adunată. Mai mult, când naziștii au început să închidă lagărele din est, a reușit să transfere 1200 din muncitorii evrei spre vest, într-o fabrică din Sudetenland, scăpându-i astfel de la gazare.
După război, a fost ajutat financiar de organizații evreiești, apoi chiar de către Schindlerjuden ("evreii lui Schindler" pe care i-a salvat), până la moartea sa în 1974.
În 1962 a fost distins cu titlul de "Drept între popoare" de către Yad Vashem.
Filmul "Lista lui Schindler" regizat de Steven Spielberg care este bazat pe aceste întâmplări, este considerat drept unul din cele mai bune filme făcute vreodată și a primit 7 premii Oscar precum și alte premii.